# Wapen van Anhalt

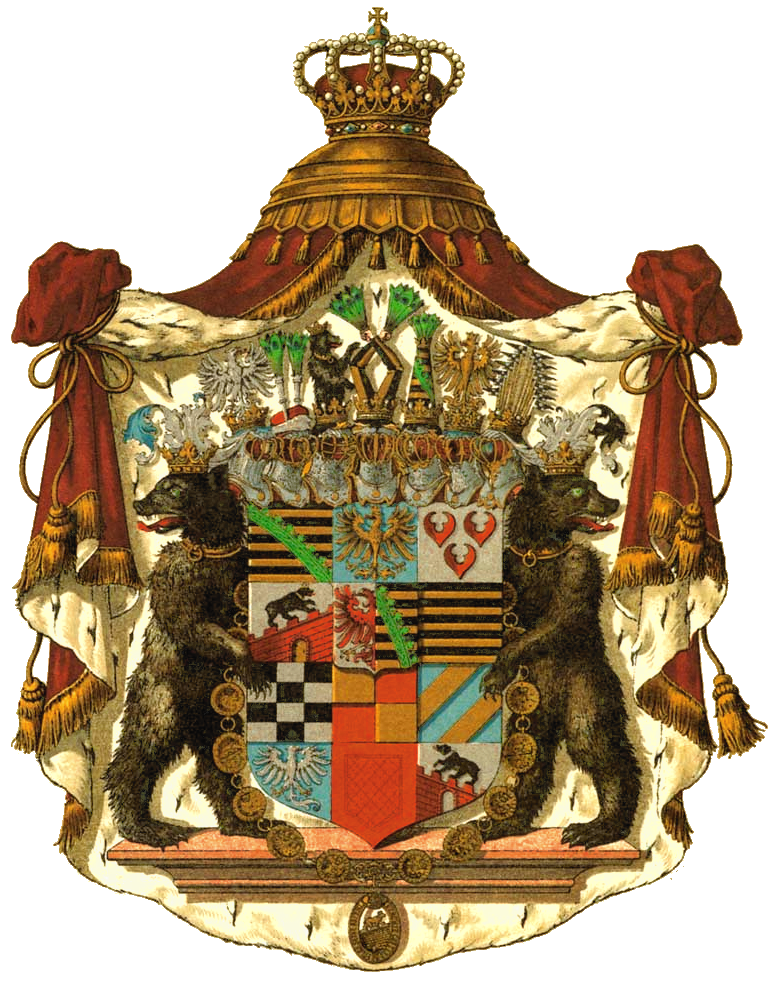
Hertogdom Anhalt

Het wapen van Anhalt was het heraldische symbool van het vorstendom latere hertogdom Anhalt.

## Stamwapen

Wapen van Anhalt
Markgraafschap Brandenburg
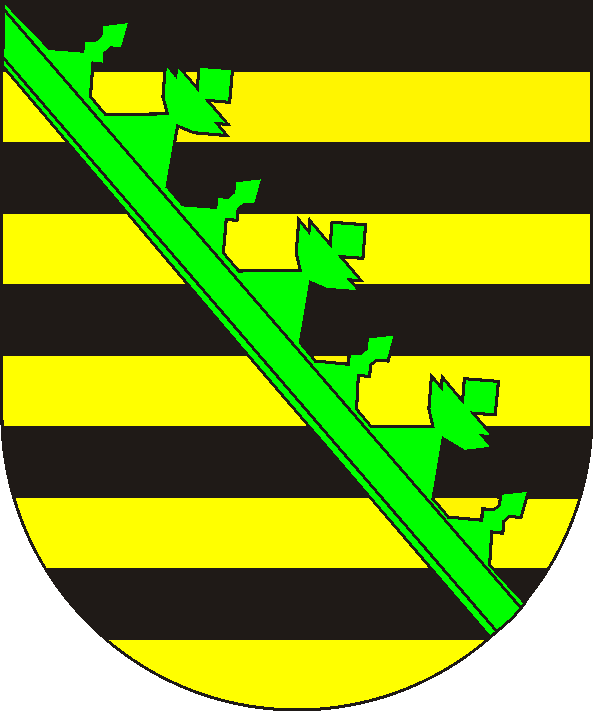
Hertogdom Saksen

In Anhalt regeerde tot 1918 een jongere tak van de dynastie Askanie. Oudere takken van deze dynastie regeerden tot 1320 in het markgraafschap Brandenburg, tot 1422 in het hertogdom Saksen-Wittenberg en tot 1689 in het hertogdom Saksen-Lauenburg. Het wapen van de vorsten van Anhalt bestond uit een combinatie van de wapens van Brandenburg en Saksen.

## Wapens van 1423 en 1475

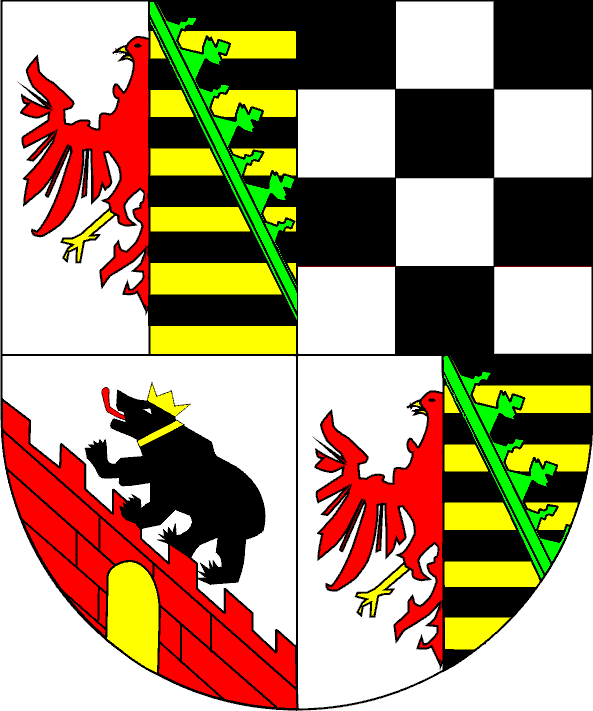
Anhalt (1423-1475)
Anhalt (1475-1566)
Graafschap Askanien of Aschersleben
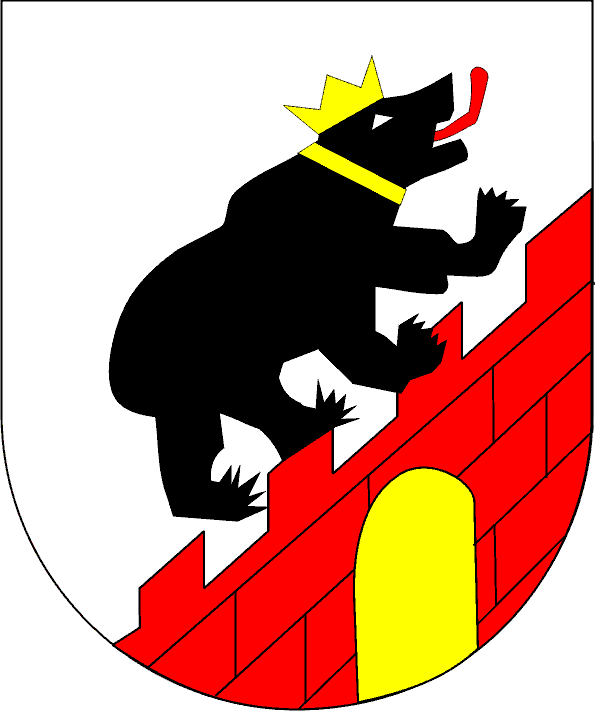
Graafschap Bernburg

In 1423 werd het wapen indrukwekkender gemaakt door de toevoeging van twee velden. In 1475 werden de velden anders gegroepeerd, rond een middenschild.

## Wapen van 1566

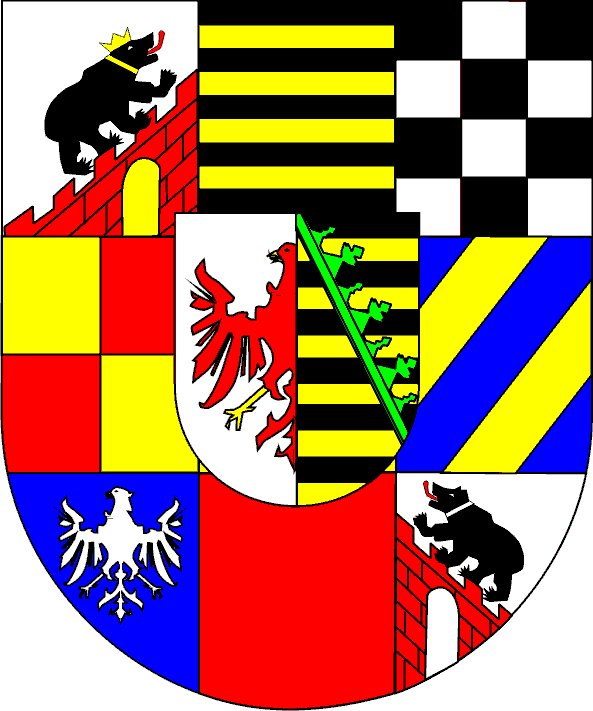
Anhalt (1566-1667)
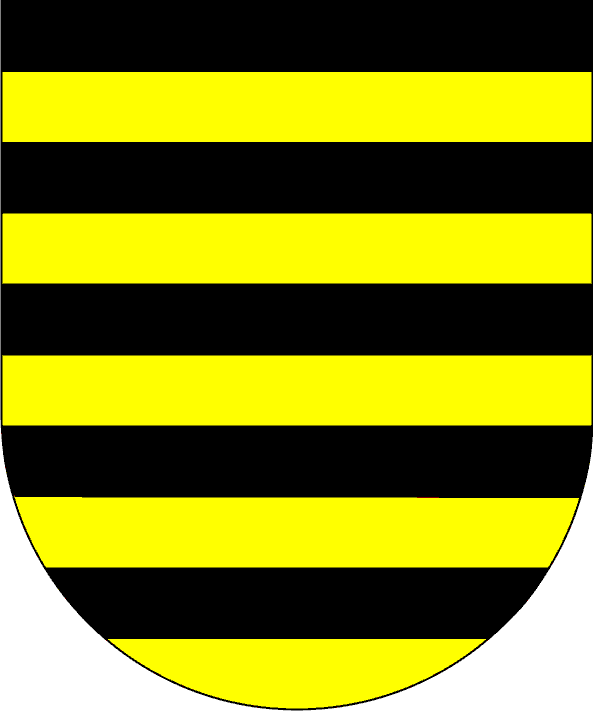
Ballenstedt
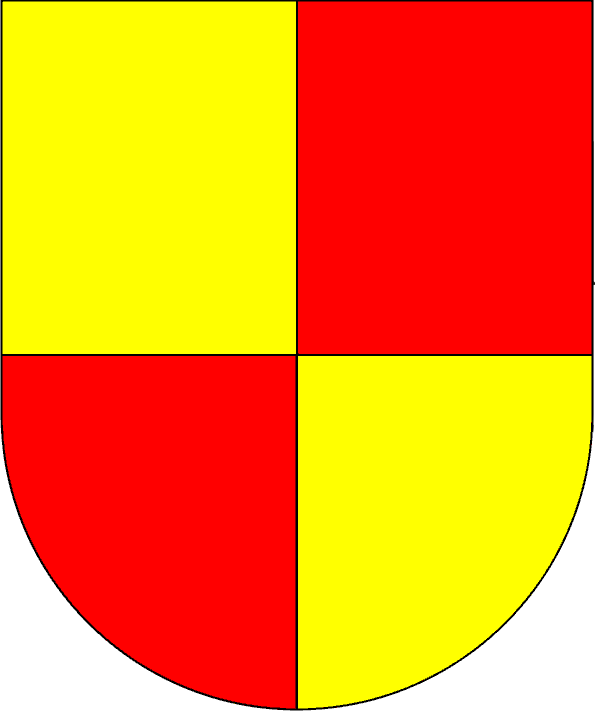
Graafschap Waldersee
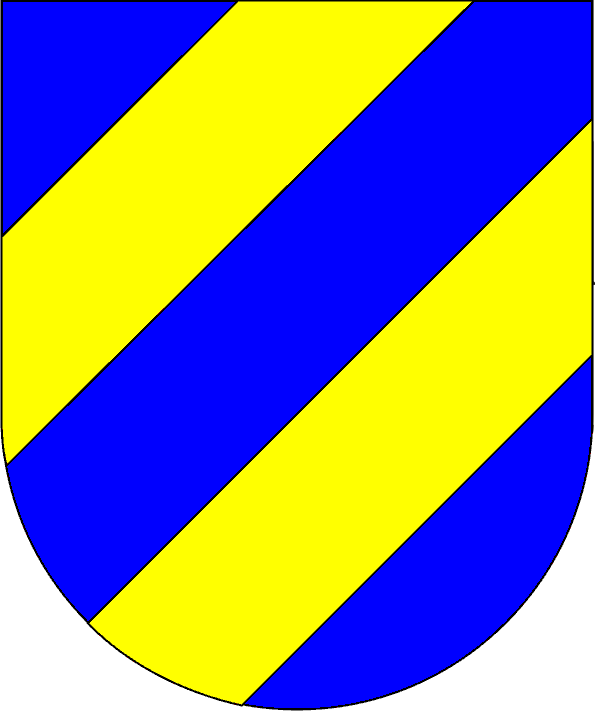
Graafschap Warmsdorf
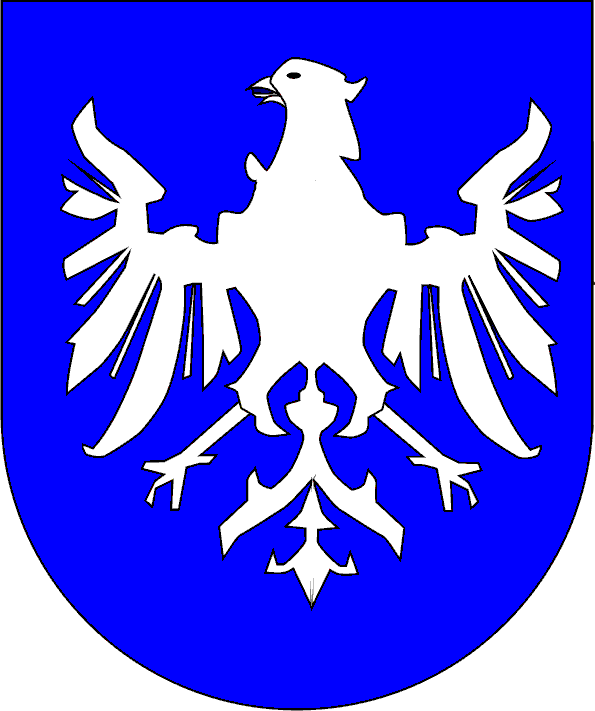
Graafschap Mühlingen
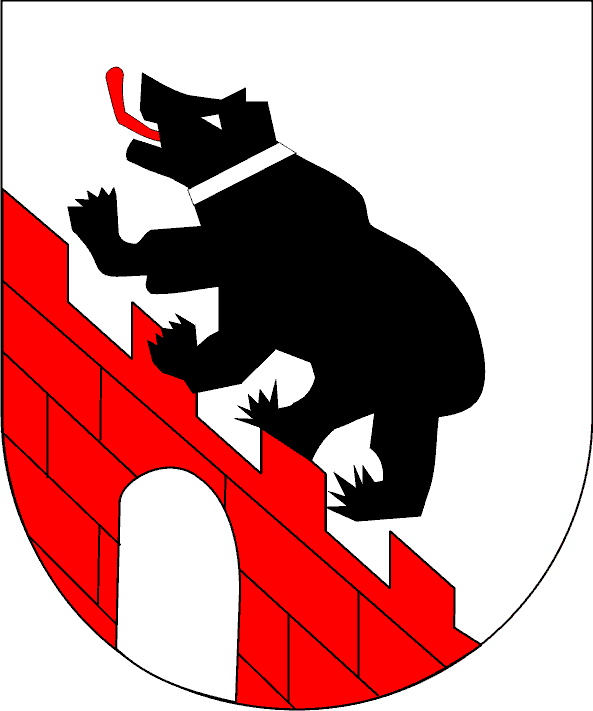
Bernburg

In 1566 werd het wapen opnieuw fraaier. In tegenstelling tot de wapens van veel andere vorstendommen gingen de uitbreidingen van het wapen bij Anhalt niet gepaard met de uitbreiding van het grondgebied. Allen Mühlingen zou in 1659 een aanwinst worden voor Anhalt-Zerbst. Het rode veld in de schildvoet staat voor de ragalien.

## Wapen van 1689

Anhalt 1689-1918
Hertogdom Saksen-Lauenburg
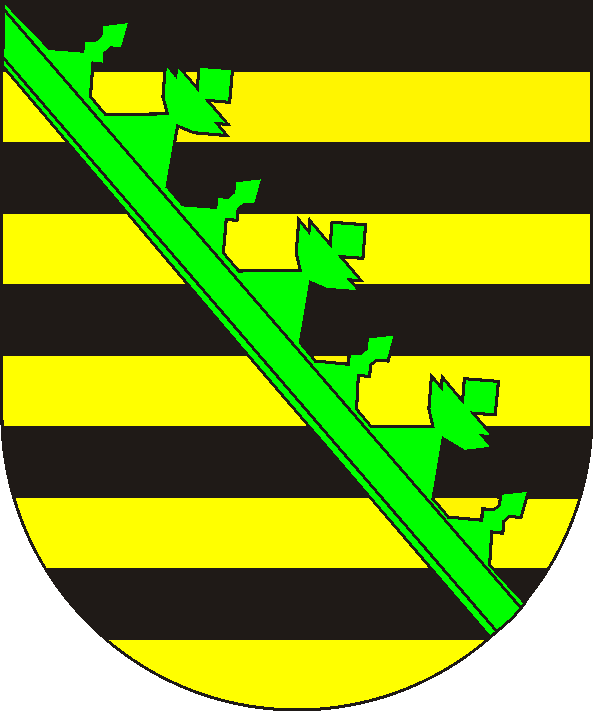
Hertogdom Saksen
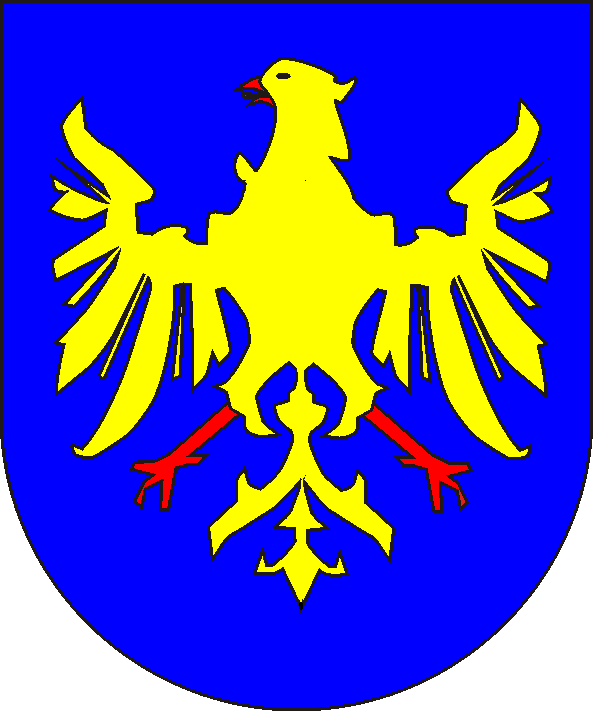
Hertogdom Westfalen
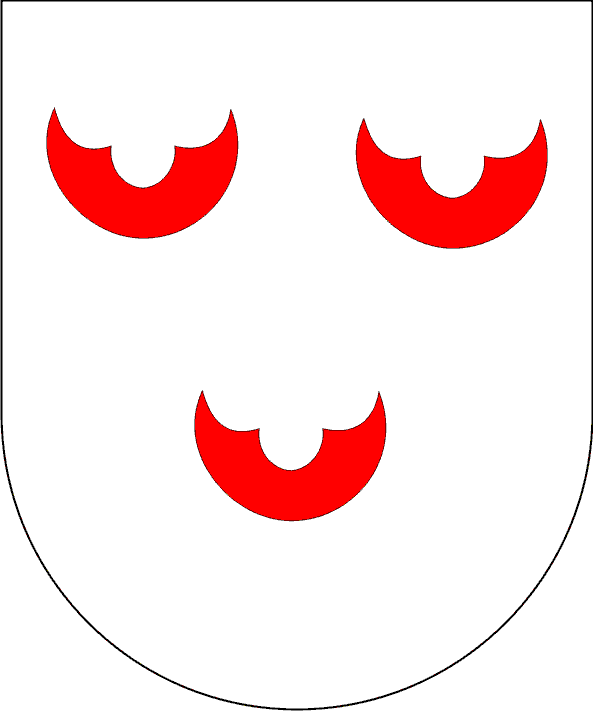
Hertogdom Engern

Toen in 1689 het Askanische Huis in Saksen-Lauenburg uitstierf, maakten de vorsten van Anhalt aanspraak op de erfenis. De erfenis kwam echter in handen van de hertog van Brunswijk-Lüneburg en de vorsten van Anhalt moesten genoegen nemen met de titels en wapens van hertog van Saksen, Engern en Westfalen. In de traditie stonden deze drie namen voor Oost-Saksen, Midden-Saksen en West-Saksen.